# Patti-Villaggio Ruffini
Patti-Villaggio Ruffini è la quarantacinquesima unità di primo livello di Palermo.
È situata nella zona settentrionale della città; fa parte della VII Circoscrizione e rientra nel quartiere di Pallavicino.

## Descrizione
Il Villaggio Ruffini è sorto nel 1951-1953 per iniziativa del cardinale Ernesto Ruffini, intenzionato a dare alloggio alle famiglie meno abbienti della città. Egli era stato il promotore di un programma mirato ad alleviare le condizioni di disagio causate dai profondi danni inferti al capoluogo nel corso della seconda guerra mondiale, con particolare riferimento ai bombardamenti di Palermo. Il nucleo abitativo è composto da palazzine di edilizia popolare a due o tre piani e si dispone intorno all'asse di via della Resurrezione, che oggi rappresenta un'arteria di grosso transito per il traffico cittadino. L'area è circondata dal verde, caratteristica che conferisce al rione una maggiore tranquillità e al tempo stesso isola la zona dal circondario, ragion per cui si denota un certo grado di indipendenza rispetto al resto della città. 